# Предкрышечная область
Предкрышечная область (претектальная область)- это пограничная область между крышей среднего мозга и промежуточным мозгом. Содержит предкрышечные ядра, участвует в зрительном анализе движущихся объектов. 

## Функции
- Зрачковый рефлекс

- Управление движениями глаз

- Управление аккомодацией глаз

- Управление болевой чувствительностью

- Участие в управлении сном, циркадными ритмами и фазовой структурой сна